# Morgane Bourgeois
Pour les articles homonymes, voir Bourgeois.

a Compétitions nationales et continentales officielles uniquement.

b Matchs officiels uniquement.
Dernière mise à jour le 5 avril 2025.
Morgane Bourgeois, née le 6 février 2003, est une joueuse internationale française de rugby à XV. Demie d'ouverture de formation, elle évolue désormais à l'arrière. Elle joue au Stade bordelais, club avec lequel elle est triple championne de France.

## Biographie

### Jeunesse et formation
Morgane Bourgeois naît le 6 février 2003. Elle joue au rugby depuis l'âge de dix ans. Originaire du Médoc, elle grandit dans une famille sportive. Son père, professeur des écoles fonde l'école de rugby de Parempuyre dans laquelle Morgane évolue. Elle est la seule fille de son équipe.
En classe de 4e, ses parents l'inscrivent au collège Victor Louis à Talence en filière sport étude rugby. À 15 ans, elle intègre l'académie Pôle Espoir des Lionnes du Stade bordelais.
Après le Bac, Morgane entre en première année de STAPS à l'université de Bordeaux. En 2025 elle étudie le journalisme et rédige des chroniques sur le sport pour différents médias.

### Carrière en club
En 2020 elle intègre l'équipe première des Lionnes du Stade Bordelais au poste de demi d'ouverture. En 2022, elle poursuit en parallèle des études en STAPS. La concurrence avec Carla Arbez va la voir décalée à l'arrière, un poste qu'elle met du temps à apprécier. Son équipe s'incline en demi-finale du championnat de France 2021-2022 contre le Stade Toulousain.
La saison suivante, Morgane Bourgeois est en janvier 2023 la meilleure marqueuse du championnat. Elle remporte cette édition avec son équipe, participant notamment à la finale victorieuse des Lionnes contre Blagnac le 10 juin 2023, qui clôt une saison de douze victoires en treize matchs. En 2024 elle contribue à la reconquête du titre par le Stade bordelais après avoir participé à la totalité des rencontres du championnat 2023-2024, dont les trois matchs de la phase finale,.
Le 31 mai 2025 elle remporte pour la troisième fois consécutive le Championnat de France avec les Lionnes du Stade bordelais.

### Carrière internationale
En 2021, Morgane est convoquée à un stage de l'équipe de France avec les moins de 20 ans. Capitaine de l'équipe de France des moins de 20 ans en 2022 et intégrée au groupe qui prépare la coupe du monde, Morgane Bourgeois n'est finalement pas retenue en septembre pour le déplacement en Nouvelle-Zélande. Début 2023 cependant, elle signe à 19 ans un contrat professionnel avec la Fédération française de rugby et intègre ainsi le groupe de trente-deux joueuses présélectionnées pour la saison. Elle étrenne le maillot de l'équipe de France le 1er avril 2023 lors du match qui l'oppose à l'équipe d'Irlande dans le tournoi des Six Nations, débutant la rencontre au poste d'arrière. Les Françaises remportent une large victoire, et Morgane Bourgeois passe deux transformations. Elle termine la saison avec les joueuses de moins de 20 ans, pour acquérir du temps de jeu au niveau international.
À l'automne 2023, elle fait partie du groupe qui dispute le WXV en Nouvelle-Zélande. Elle est titularisée à trois reprises. Sélectionnée pour le Six nations, elle dispute les quatre premières rencontres en sortie de banc, mais pas la dernière journée face à l'Angleterre. Son contrat fédéral n'est pas prolongé.
En 2024, Morgane Bourgeois n'est pas convoquée pour la deuxième édition édition du WXV. Ce n’est qu’au printemps 2025 qu’elle retrouve le XV de France pour le tournoi des Six Nations, dans lequel elle s’illustre notamment par ses qualités de « buteuse métronome ».

## Statistiques

### Internationales
| Année | Compétition | Matchs | Points | Essais | Tr | P. |
| ----- | ----------- | ------ | ------ | ------ | -- | -- |
| 2023  | Six Nations | 1      | 4      | -      | 2  | -  |
| 2023  | WXV         | 3      | 23     | -      | 4  | 5  |
| 2024  | Six Nations | 4      | 4      | -      | 2  | -  |
| 2025  | Six Nations | 2      | 30     | 1      | 5  | 5  |
| Total | Total       | 10     | 61     | 1      | 13 | 10 |

| Adversaire       | Matchs joués | Victoires | Défaites | Nuls | Essais | Points | % de victoire |
| ---------------- | ------------ | --------- | -------- | ---- | ------ | ------ | ------------- |
| Irlande          | 3            | 3         | 0        | 0    | 0      | 16     | 100           |
| Nouvelle-Zélande | 1            | 1         | 0        | 0    | 0      | 8      | 100           |
| Australie        | 1            | 0         | 1        | 0    | 0      | 5      | 0             |
| Canada           | 1            | 0         | 1        | 0    | 0      | 10     | 0             |
| Écosse           | 2            | 2         | 0        | 0    | 1      | 20     | 100           |
| Italie           | 1            | 1         | 0        | 0    | 0      | 0      | 100           |
| Pays de Galles   | 1            | 1         | 0        | 0    | 0      | 2      | 100           |
| Total            | 10           | 8         | 2        | 0    | 1      | 61     | 80            |

## Palmarès
- Vainqueur du Championnat de France en 2023, 2024, 2025